# San Severino Marche
San Severino Marche – miejscowość i gmina we Włoszech, w regionie Marche, w prowincji Macerata.
Według danych na rok 2004 gminę zamieszkiwało 12 789 osób, 66,3 os./km².